# Graminaseius sturti
Graminaseius sturti är en spindeldjursart som först beskrevs av Schicha 1980.  Graminaseius sturti ingår i släktet Graminaseius och familjen Phytoseiidae. Inga underarter finns listade i Catalogue of Life.